# Krabčice (Dolany)
Krabčice je malá vesnice, část obce Dolany v okrese Náchod. Nachází se asi 2 km na severozápad od Dolan. V roce 2009 zde bylo evidováno 32 adres. V roce 2001 zde trvale žilo 61 obyvatel.
Krabčice je také název katastrálního území o rozloze 2,59 km2.

## Externí odkazy

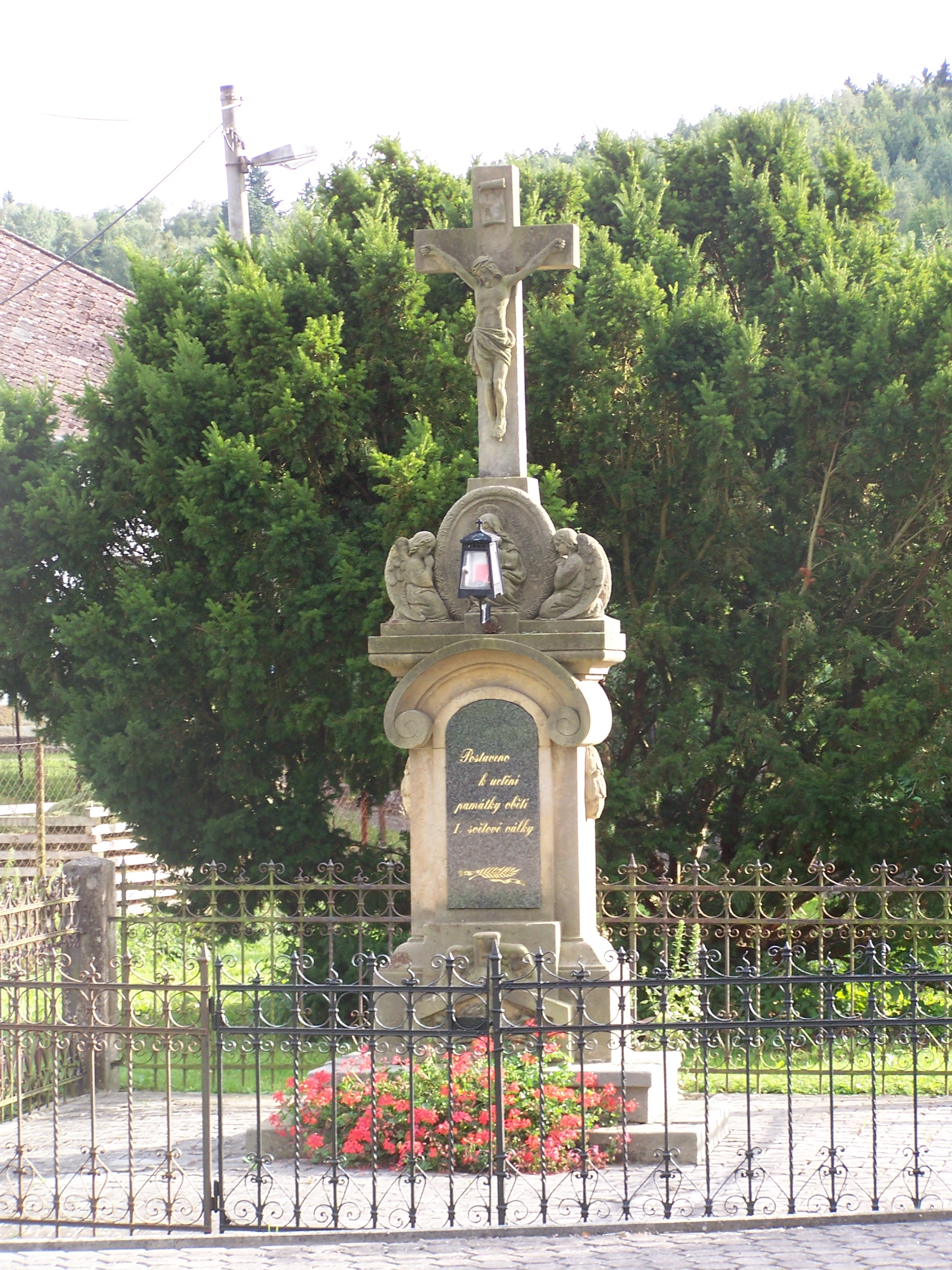
Krabčice křížek